# Misato (Akita)
Misato (jap. 美郷町 Misato-chō) – miasto w Japonii, na wyspie Honsiu, w prefekturze Akita. Według danych na rok 2020 miejscowość zamieszkiwało 18 613 mieszkańców , a gęstość zaludnienia wyniosła 110,6 os./km².